# Reithrodontomys spectabilis
Reithrodontomys spectabilis és una espècie de mamífer rosegador pertanyent a la família dels cricètids.

## Hàbitat
És terrestre i viu a les vores dels boscos subtropicals i tropicals humits.

## Distribució geogràfica
És endèmic de l'illa de Cozumel (Mèxic).

## Costums
És nocturn i semiarborícola.

## Estat de conservació
Està amenaçada d'extinció car ha experimentat una pèrdua de més del 80% de la seva població en els darrers 10 anys. Les seves principals amenaces són la depredació per part de la boa constrictora (Boa constrictor) i de gats i gossos assilvestrats, i la competència que pateixen d'altres rosegadors (rates i ratolins) que han estat introduïts al seu territori. A més, ha patit força els efectes catastròfics de dos huracans esdevinguts l'any 2005 i les inundacions de l'any 2004.